# Harpandrya
Harpandrya is een geslacht van vlinders van de familie tandvlinders (Notodontidae), uit de onderfamilie Notodontinae.

## Soorten
- H. aeola Bryk, 1913
- H. cinerea Kiriakoff, 1966
- H. gemella Kiriakoff, 1966
- H. josepha Kiriakoff, 1966
- H. rea Kiriakoff, 1966
- H. recussa Kiriakoff, 1966